# Park Seung-hi
Park Seung-hi, née le 28 mars 1992 à Séoul, est une patineuse de vitesse sur piste courte sud-coréenne. En 2014, elle est double championne olympique à Sotchi au 1 000 mètres et au relais 3 000 mètres.

## Palmarès

### Jeux olympiques
| Épreuve / Édition | Vancouver 2010 | Sotchi 2014 |
| ----------------- | -------------- | ----------- |
| 500 m             | 15e            | Bronze      |
| 1000 m            | Bronze         | Or          |
| Relais 3000 m     | Disqualifiée   | Or          |
| 1500 m            | Bronze         |             |